# 中道組
株式会社中道組（なかみちぐみ）は、大阪市都島区に本社を置く建設会社である。
1887年、中道寅吉が「大寅」の商号で創業。1948年、資本金100万円で「株式会社中道組」を設立。1960年、群馬県邑楽郡大泉町に大泉出張所（現関東支店）を開設。